# هربرت کرومر
هربرت کرومر (به انگلیسی: Herbert Kroemer) (زادهٔ ۲۵ اوت ۱۹۲۸ – درگذشتهٔ ۸ مارس ۲۰۲۴) استاد مهندسی رایانه و برق الکترونیک در دانشگاه کالیفرنیا، سانتا باربارا بود. در سال ۲۰۰۰ کرومر و ژورس آلفروف باهم موفق به دریافت جایزهٔ نوبل فیزیک شدند. آن‌ها این جایزه را برای «توسعهٔ ساختار نیمه رساناهای رابط مورد استفاده در ابزارهای نور-الکترونیک با سرعت بالا» دریافت کردند. آن‌ها جایزهٔ نوبل را به صورت مشترک با جک کیلبی بدست آوردند. کیلبی برای ابداع و توسعهٔ مدارهای مجتمع در این جایزه سهیم شد.
کرومر مدرک دکتری خود را در زمینهٔ فیزیک نظری، در سال ۱۹۵۲ از دانشگاه گوتینگن آلمان دریافت کرده‌است.
هربرت کرومر در ۸ مارس ۲۰۲۴، در سن ۹۵ سالگی درگذشت.

## منبع و یادداشت
1. ↑  "Nobel Laureate Herb Kroemer, 1928–2024". UC Santa Barbara Engineering. 12 March 2024. Retrieved 13 March 2024.
2. ↑  "Sad News – Professor Emeritus Herbert Kroemer". UC Santa Barbara Office of the Chancellor. 12 March 2024. Retrieved 13 March 2024.